# 转龙湾站
转龙湾站是位于内蒙古自治区鄂尔多斯市准格尔旗准格尔召苏木的一个铁路车站，邮政编码17115。车站建于1995年，有包神铁路经过该站，现已停用。距包头东站145公里，隶属包神铁路公司，是四等站。